# Pleurothallis pedunculata
Pleurothallis pedunculata är en orkidéart som först beskrevs av Johann Friedrich Klotzsch, och fick sitt nu gällande namn av Heinrich Gustav Reichenbach. Pleurothallis pedunculata ingår i släktet Pleurothallis och familjen orkidéer. Inga underarter finns listade i Catalogue of Life.